# Macworld
Macworld là một trang web dành riêng cho các sản phẩm và phần mềm của Apple Inc., được Mac Publishing xuất bản, có trụ sở tại San Francisco, California. Nó bắt đầu như một tạp chí bản in vào năm 1984 và có số lượng phát hành được kiểm toán lớn nhất (cả tổng số và sạp báo) của các tạp chí tập trung vào Macintosh ở Bắc Mỹ, nhiều hơn gấp đôi đối thủ cạnh tranh gần nhất của nó, MacLife (trước đây là MacAddict). Macworld được David Bunnell (nhà xuất bản) và Andrew Fluegelman (biên tập viên) thành lập. Đây là tạp chí Macintosh lâu đời nhất vẫn được xuất bản, cho đến ngày 10 tháng 9 năm 2014, khi IDG, công ty mẹ của nó tuyên bố ngừng phát hành bản in và sa thải hầu hết nhân viên, trong khi vẫn tiếp tục giữ phiên bản trực tuyến.

## Lịch sử
Năm 1997, ấn phẩm được đổi tên thành Macworld, kết hợp MacUser (tên được phản ánh một cách tinh tế trên trang Mục lục của tạp chí) để phản ánh sự hợp nhất của tạp chí MacUser do Ziff-Davis sở hữu vào Macworld của Tập đoàn Dữ liệu Quốc tế trong trong liên doanh Mac Publishing mới giữa hai nhà xuất bản. Năm 1999, công ty kết hợp cũng đã mua ấn phẩm trực tuyến MacCentral Online, vì Macworld không có một thành phần tin tức trực tuyến mạnh mẽ vào thời điểm đó. Vào cuối năm 2001, Tập đoàn Dữ liệu Quốc tế (IDG) đã mua lại cổ phần của Nhà xuất bản Mac của Ziff-Davis, biến nó thành công ty con thuộc sở hữu của IDG.
Tạp chí được xuất bản ở nhiều quốc gia, bởi các công ty con IDG khác hoặc bởi các nhà xuất bản bên ngoài đã cấp phép thương hiệu và nội dung của nó. Các phiên bản này bao gồm Úc, Đức (Macwelt), Ý, Tây Ban Nha, Thụy Điển (MacWorld), Thổ Nhĩ Kỳ, Vương quốc Anh, Hà Lan và Indonesia. Nội dung của nó cũng được tích hợp vào một số ấn phẩm IDG khác.